# Jardin des buttes Saint-Nicaise
Le jardin des buttes Saint-Nicaise   est un espace paysagé de la commune française de Reims, il est créé sur l'ancienne enceinte fortifiée et se situe entre le boulevard Diancourt et la rue du Docteur-Jaquinet.

## Situation
Le jardin se situe entre le boulevard Diancourt et la rue du Docteur-Jaquinet sur sa longueur, au nord bordé par boulevard Henri-Vasnier et au sud par la place des Droits-de-l'Homme.

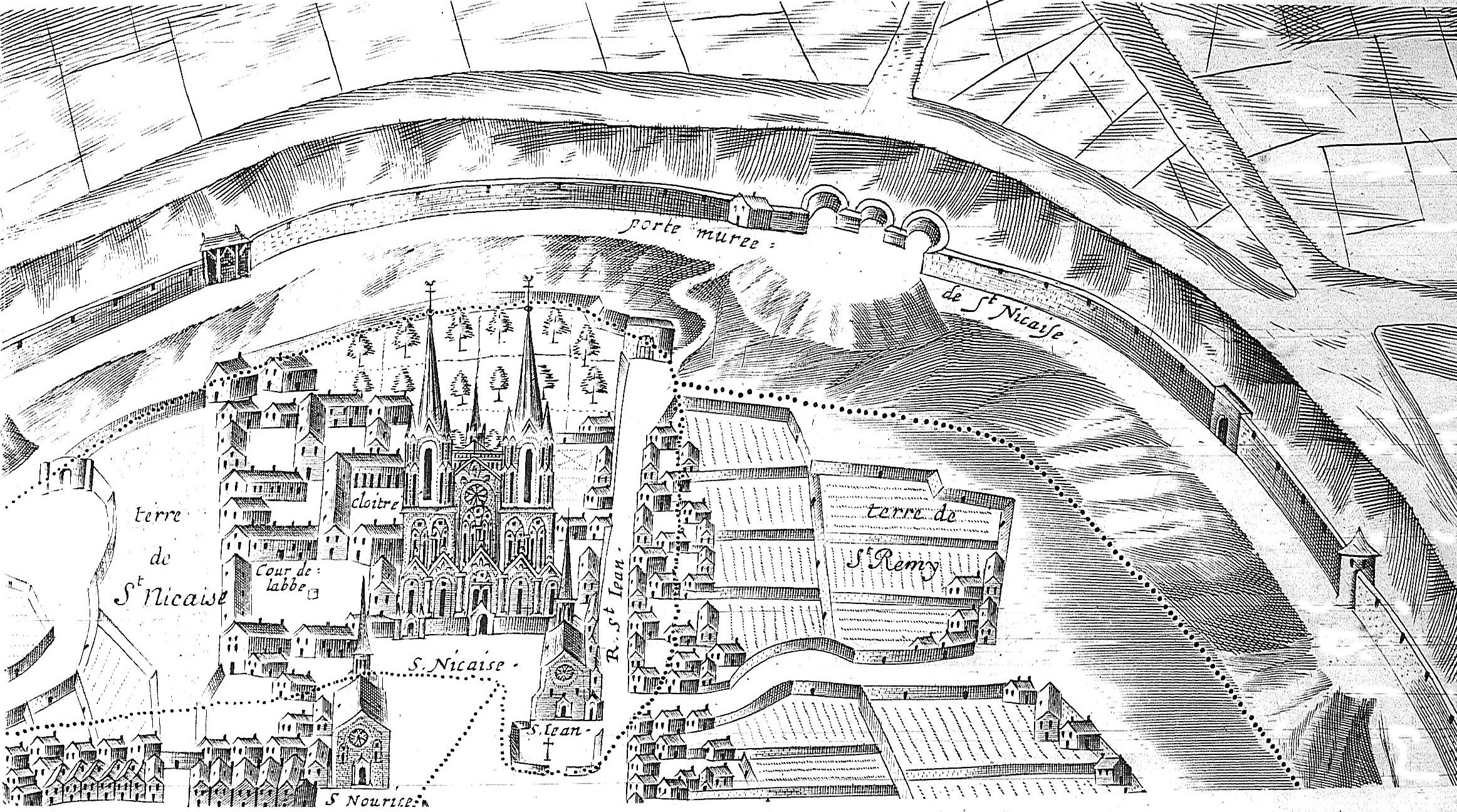
La butte st-Nicaise sur le plan du XVIIesiècle des remparts.

## Histoire
À l'origine c'est un espace qui se trouve hors des murs de la ville jusqu'à la création des remparts du Moyen Âge. Pour faire face aux chevauchées anglaise de la guerre de Cent Ans la ville fait fermer l'enceinte et y inclus formellement le quartier Saint-Remi. Ce quartier existant de longue date autour de l'abbaye homonyme sur la route sud.
La fortification se composait d'un fossé avec passage de la Vesle, d'une levée de terre surplombée d'un rempart, il y avait plusieurs portes de ce côté.
Arasée, la butte actuelle est un vestige 
de position d'artillerie qui devait défendre la ville. Actuellement une statue de Paul Landowski y est dressée à l'est et des aménagements d'aires de jeux pour enfants  font le centre du parc. 

## Protection
Les vestiges, regroupant la tour de la Poudrière ou tour du Puits et un ancien souterrain, font l’objet d’une inscription au titre des monuments historiques depuis le 20 novembre 1920.

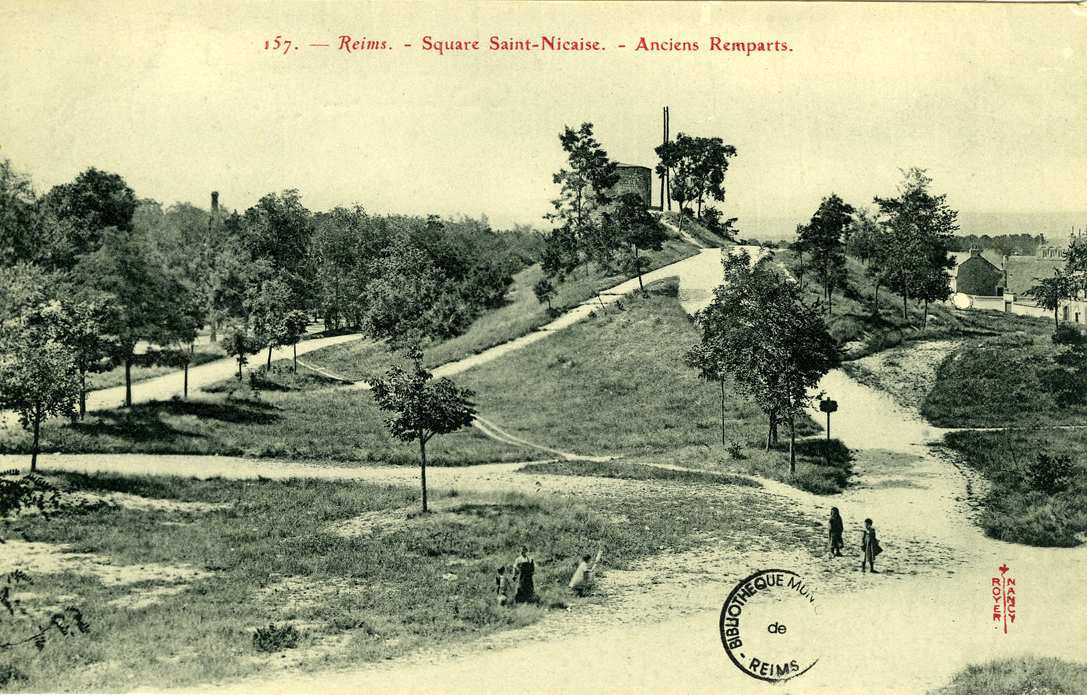
Avant la Première guerre mondiale.
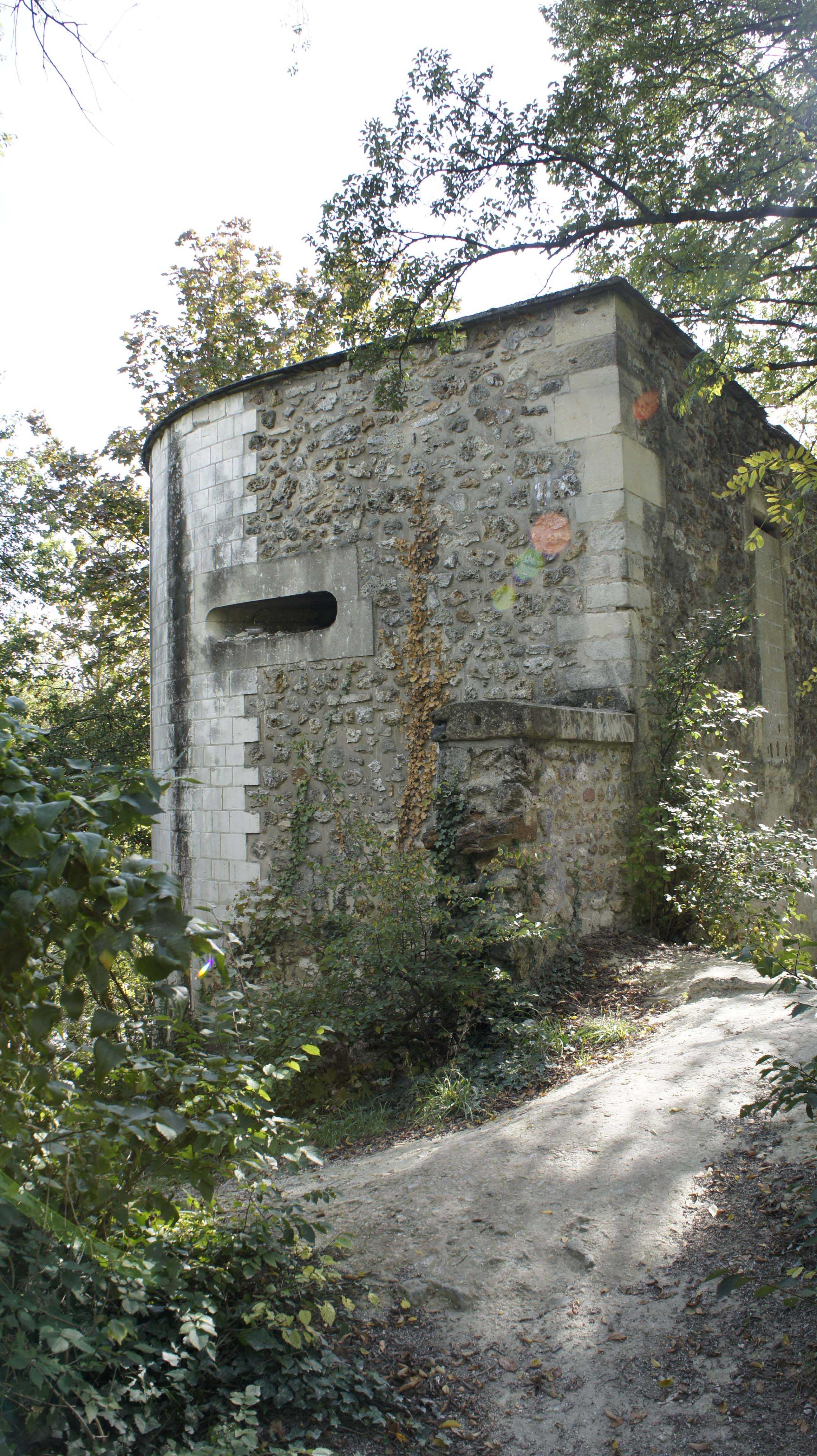
La poudrière aujourd'hui
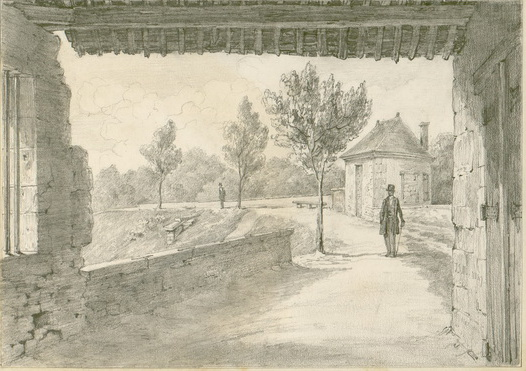
et en 1852.
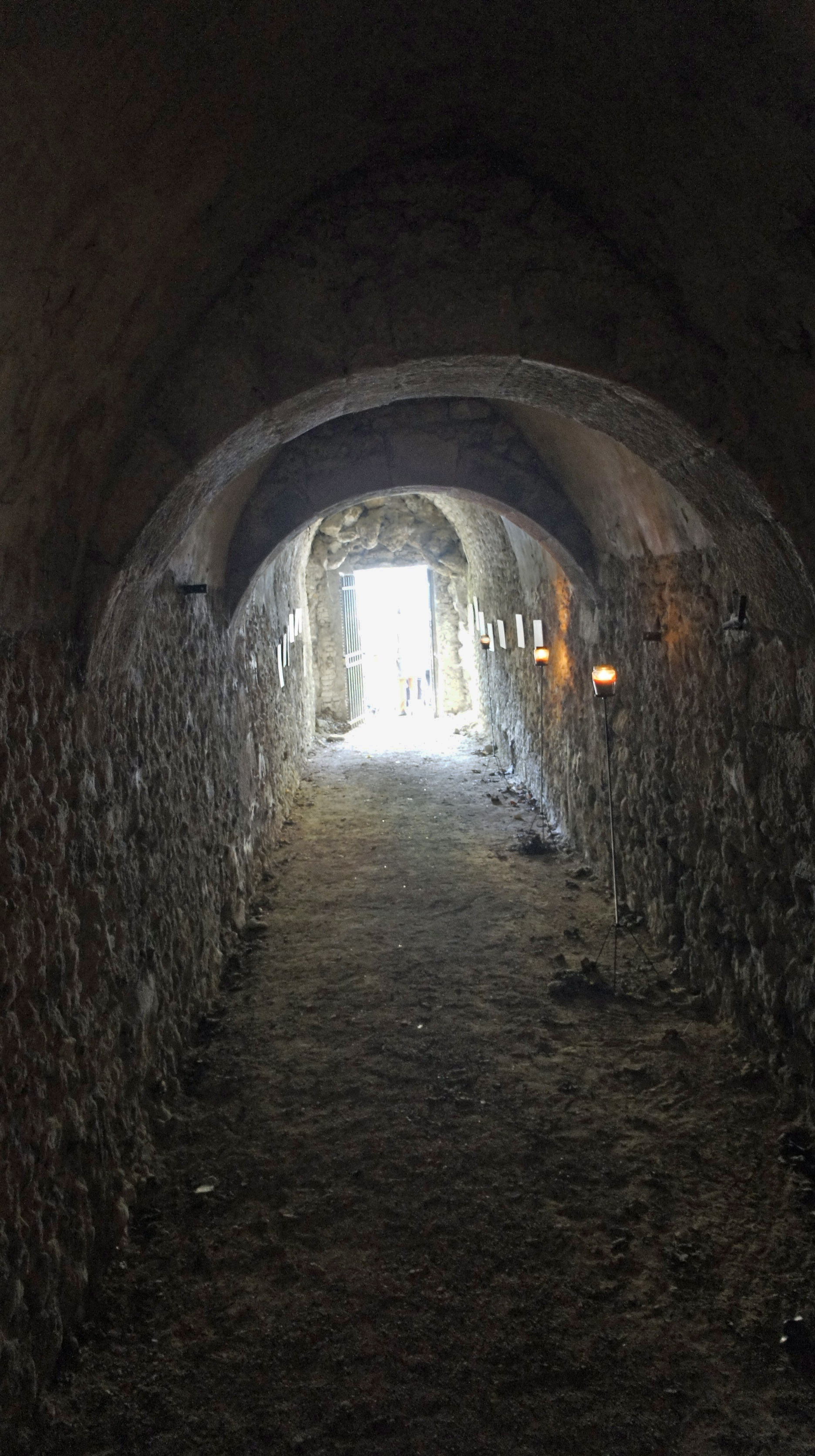
Vue du souterrain.